# Relaciones Islas Caimán-India

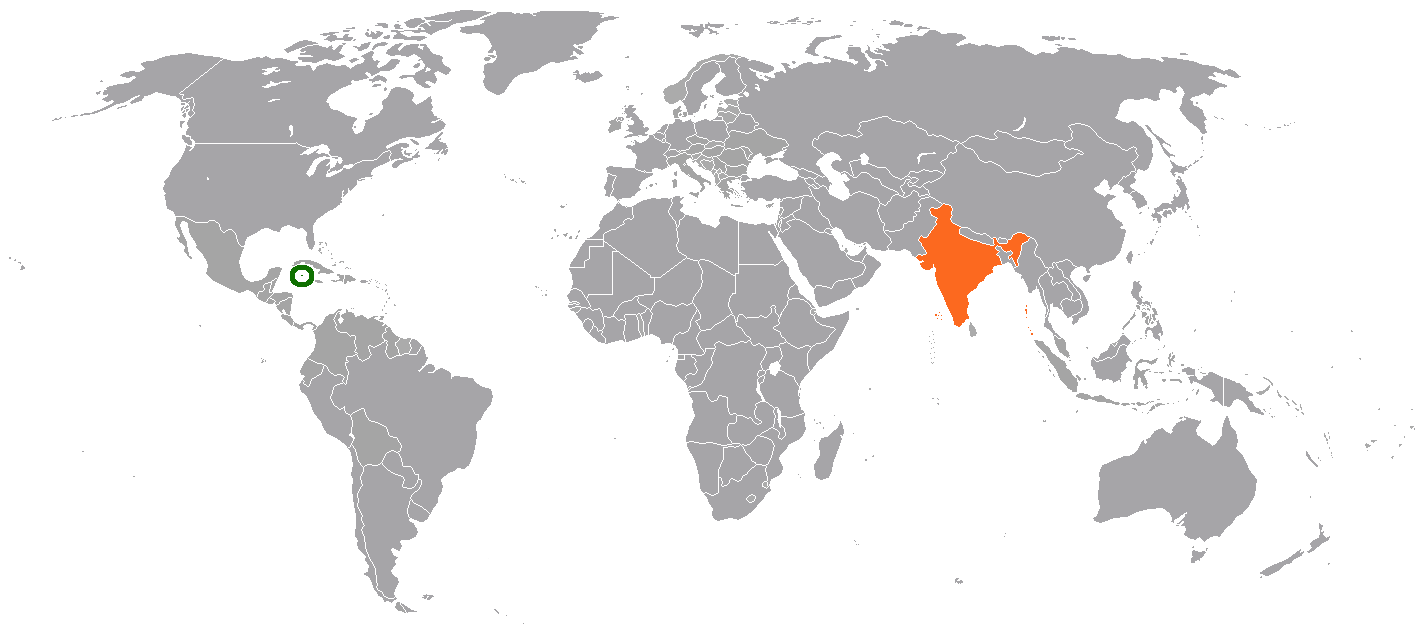
Mapa que muestra la ubicación de las Islas Caimán y la India.

La relación entre las Islas Caimán y la India se refiere a las relaciones internacionales existentes entre ambos lugares. Los asuntos exteriores de las Islas Caimán son administrados por el Ministerio de Relaciones Exteriores británico. En consecuencia, la política exterior de la India se ha centrado en las relaciones económicas con las Islas Caimán, así como en la prestación de servicios consulares a los ciudadanos indios y caimán. La Alta Comisión de la India en Kingston, Jamaica está acreditada simultáneamente en las Islas Caimán.

## Historia
El primer ministro McKeeva Bush, el ministro de Salud, Medio Ambiente, Juventud, Deportes y Cultura Mark Scotland, la Autoridad de Servicios de Salud de las Islas Caimán, Canover Watson, y otros cuatro funcionarios gubernamentales visitaron Bangalor del 15 al 17 de diciembre de 2009. Fueron invitados por el presidente de Narayana Hridayalaya para inaugurar el nuevo hospital oncológico de la empresa.
El Gobierno de la India ofrece becas a dos ciudadanos de las Islas Caimán anualmente en el marco del Programa de Cooperación Técnica y Económica de la India. Sin embargo, estas becas generalmente no se han utilizado.

## Relaciones económicas
En abril de 2010, la red de hospitales Narayana Hrudayalaya con sede en Bangalor firmó un acuerdo con el gobierno de las Islas Caimán para establecer un hospital en Gran Caimán y una universidad médica para capacitar a médicos, enfermeras y estudiantes en atención médica urgente. Health City Cayman Islands, con una superficie de más de 9.900 m², abrió sus puertas el 25 de febrero de 2014. Es el primer hospital extranjero perteneciente a una red de hospitales de la India.
Las Islas Caimán y la India firmaron un Acuerdo de Intercambio de Información Fiscal (TIEA) el 21 de marzo de 2011. Este es el 22º TIEA firmado por las Islas Caimán y el 5º por la India. Según la Autoridad Monetaria de las Islas Caimán (CIMA), India fue el noveno lugar de las remesas de las Islas Caimán en 2011, recibiendo 2,5 millones de dólares. El Banco de India opera en las Islas Caimán y tiene una sucursal en Gran Caimán. NCBG Holdings, Inc., con sede en las Islas Caimán, ofreció invertir en una empresa conjunta con empresas indias para fabricar grupos de cableados usados en vehículos militares, aviones, barcos y otra maquinaria de defensa. Esta propuesta debe ser aprobada por el gobierno indio, ya que implica inversión extranjera directa en la industria de defensa.
A mediados de 2015, un equipo de investigación especial designado por el Tribunal Supremo de la India sobre el dinero negro descubrió que las Islas Caimán eran el mayor beneficiario de las notas P de la India, recibiendo el 31,31%. El equipo de investigación encontró que las Islas Caimán tenían una inversión total de 85 000 crore ($12 mil millones) en los mercados de valores de la India al 28 de febrero de 2015, o aproximadamente 1.75 crore ($250 000) por ciudadano de las Islas Caimán.
El comercio bilateral entre las Islas Caimán y la India fue de $3,54 millones en 2015-16, por debajo de los $6,75 millones del año anterior. India no ha importado de las Islas Caimán desde 2013-14, cuando importó desechos y desperdicios de las industrias alimentarias por valor de $10,000, así como forrajes preparados para animales. Los principales productos exportados desde la India a las Islas Caimán son vehículos y piezas no ferroviarias, instrumentos médicos y quirúrgicos, artículos de hierro y acero, productos farmacéuticos y maquinaria y equipos eléctricos.